# Metrska konvencija
Metrska konvencija je diplomatski sporazum med 51 državami, ki poverja pristojnosti na področju metrologije generalni konferenci za uteži in mere (francosko Conférence Générale des Poids et Mesures, CGPM), srečanju predstavnikov držav članic, ki poteka vsake štiri do šest let; mednarodnemu uradu za uteži in mere (fr. Bureau International des Poids et Mesures, BIPM), mednarodnemu metrološkemu središču s sedežem v Sévresu v Franciji, in mednarodnemu komiteju za uteži in mere (fr. Comité International des Poids et Mesures, CIPM), administrativnem komiteju, ki se v uradu letno sestane.
Konvencijo so leta 1875 podpisali v Parizu predstavniki 17 držav. Obenem z ustanovitvijo mednarodnega urada za uteži in mere ter ureditve njegovega upravljanja in financiranja je konvencija vzpostavila stalno organizacijsko strukturo, ki državam članicam omogoča usklajeno delovanje na vseh področjih, ki zadevajo merske enote. Skupaj z dopolnitvami, sprejetimi leta 1921 na 6. generalni konferenci za uteži in mere je konvencija sprejela sistem enot, za katerega je 11. generalna konferenca za uteži in mere leta 1960 predlagala ime mednarodni sistem enot (fr. Système International d'Unités).

## Države članice
| - Argentina - Avstralija - Avstrija - Belgija - Brazilija - Bolgarija - Češka - Čile - Danska - Dominikanska republika - Egipt - Finska - Francija - Grčija - Indija - Indonezija - Iran | - Irska - Italija - Izrael - Japonska - Republika Južna Afrika - Kamerun - Kanada - Ljudska republika Kitajska - Južna Koreja - Severna Koreja - Madžarska - Malezija - Mehika - Nemčija - Nizozemska - Norveška - Nova Zelandija | - Pakistan - Poljska - Portugalska - Romunija - Rusija - Singapur - Slovaška - Srbija in Črna gora - Španija - Švedska - Švica - Tajska - Turčija - Urugvaj - Venezuela - Združene države Amerike - Združeno kraljestvo |

## Pridružene članice generalne konference
- Belorusija
- Ekvador
- Filipini
- Hongkong
- Kenija
- Kuba
- Latvija
- Litva
- Malta
- Panama
- Slovenija
- Tajvan
- Ukrajina

## Ustanovni predstavniki konference 20. maja 1875
| - Argentina (članica od 1877) - Avstro-Ogrska (članica od 1875) - Belgija (članica od 1875) - Brazilija (članica od 1921) - Danska (članica od 1875) - Francija (članica od 1875) - Italija (članica od 1875) - Nemško cesarstvo (članica od 1875) - Osmansko cesarstvo (članica od 1875) | - Peru (članica od 2009) - Portugalska (članica od 1876) - Ruski imperij (članica od 1875) - Španija (članica od 1875) - Švedska in Norveška (članica od 1875) - Švica (članica od 1875) - Združene države Amerike (članica od 1878) - Venezuela (članica od 1879 do 2018) |